# هنری پیر (فیلم)
هنری پیر (انگلیسی: Old Henry) یک فیلم وسترن آمریکایی است که در سال ۲۰۲۱ منتشر شد و نخستین بار در هفتاد و هشتمین دورهٔ جشنواره فیلم ونیز به‌نمایش درآمد.

## داستان
هنری، کشاورز آرامی است که همراه پسرش در خانه ای زندگی می کند. یک روز هنری در اطراف خانه اش مردی زخمی پیدا می‌کند و او را به خانه می آورد و... 

## بازیگران
- تیم بلیک نلسون
- اسکات هیز
- گوین لوئیس
- تریس ادکینز
- استیون درف